# Kazimierz Brodzikowski
Kazimierz Brodzikowski (ur. 8 stycznia 1897 we Włocławku, zm. 12 lipca 1979 w Warszawie) – polski aktor i reżyser teatralny, dyrektor teatrów, aktor filmowy oraz tłumacz.

## Życiorys
Syn Aleksandra i Stefanii z Jarzynów. Ukończył  szkołę realną we Włocławku. Podczas nauki należał tam do Związku Młodzieży Postępowo-Niepodległościowej, za co był aresztowany i więziony. W 1914 roku zdał maturę. Następnie podjął studia (m.in. prawnicze) na Uniwersytetach: Warszawskim i Jagiellońskim. Od 1916 roku był członkiem Polskiej Organizacji Wojskowej. Podczas wojny polsko-bolszewickiej brał udział m.in. w walkach o Przemyśl.
W latach 1920–1921 uczęszczał do Warszawskiej Szkoły Dramatycznej, a w latach 1922–1923 uczył się w Instytucie Reduty. W 1922 roku zdał egzamin aktorski ZASP. W kolejnych latach – oprócz gry w przedstawieniach Reduty w Warszawie i Wilnie - występował na scenach: Teatru im. Wojciecha Bogusławskiego w Warszawie (1923–1924), Teatru im. Juliusza Słowackiego w Krakowie (1926-1927), Teatru Nowego w Poznaniu (1927–1929, 1931–1932, 1933), Teatru Miejskiego w Bydgoszczy (1929-1930, 1931), Teatru Miejskiego w Toruniu (1930-1931), Teatru Polskiego w Warszawie (1931–1932), Teatru im. Stefana Żeromskiego w Warszawie (1932), Teatru Kameralnego w Warszawie (1932) oraz Teatru Wołyńskiego im. Juliusza Słowackiego w Łucku (1934). Kolejne lata spędził w Częstochowie, gdzie - zaangażowany przez Iwo Galla - był najpierw aktorem, a następnie reżyserem i dyrektorem (od 1935 roku) Teatru Miejskiego Kameralnego.
Podczas II wojny światowej nie angażował się scenicznie, pracując w Warszawskiej Izbie Rolniczej. Po zakończeniu walk powrócił do Częstochowy, gdzie reaktywował w lutym 1945 roku tamtejszy Teatr Miejski. Następnie przeniósł się do Krakowa, gdzie ukończył prawo na Uniwersytecie Jagiellońskim i rozpoczął kolejne studia (m.in. historię sztuki). Występował na scenach teatrów Krakowskich: Starego, im. Juliusza Słowackiego oraz Kameralnego TUR. Gościnnie reżyserował w Opolu i Gorzowie Wielkopolskim. W 1949 roku miał zostać dyrektorem objazdowego Teatru Młodego Widza, ostatecznie jednak zespół nie powstał. Brodzikowski kolejne lata spędził w Bielsku-Białej, gdzie występował i reżyserował w tamtejszym Teatrze Polskim (1949–1953). Następnie pracował w Teatrach Dramatycznych w Szczecinie (1953–1954) oraz w teatrach łódzkich: Powszechnym i Młodego Widza (1954–1957). W tym czasie nawiązał współpracę z łódzką Państwową Wyższą Szkołą Teatralną, gdzie w latach 1957–1966 reżyserował spektakle dyplomowe. W 1956 roku został uhonorowany Złotym Krzyżem Zasługi, a w 1966 roku Krzyżem Kawalerskim Orderu Odrodzenia Polski.
W 1957 roku przeniósł się do Warszawy, gdzie występował w Teatrze Młodej Warszawy (nast. Kameralnym, Rozmaitości) aż do przejścia na emeryturę w 1968 roku. Później grywał jeszcze pojedyncze role. W latach 1959–1977 wystąpił również w siedmiu spektaklach Teatru Telewizji. Ponadto zajmował się również tłumaczeniami z języka rosyjskiego sztuk Aleksandra Ostrowskiego, Iwana Turgieniewa, Nikołaja Gogola, Walentina Katajewa i Dienisa Fonwizina.
Był dwukrotnie żonaty: z Haliną Zieleniewską (1924) oraz ze scenografką Marią Powala-Niedźwiedzką. Został pochowany na cmentarzu Powązkowskim w Warszawie.

## Filmografia
- Pałac na kółkach (1932) – automobilista
- Przeor Kordecki – obrońca Częstochowy (1934) – Michał Małynicz
- Nawrócony (1947)
- Pierwsze dni (1951) – inżynier Karwacki
- Młodość Chopina (1951) – woźnica u Skarbków
- Podhale w ogniu (1955)
- Zemsta (1956) – ksiądz
- Panny z Wilka (1979) – lokaj w Wilku